# Церковь духовной технологии

Эмблема Церкви духовной технологии

Церковь духовной технологии (англ. Church of Spiritual Technology) (ЦДТ) образована в штате Калифорния, США, в 1982 году. Эта некоммерческая организация владеет авторскими правами на всё имущество Рона Хаббарда и ведёт дела от имени Библиотеки Рона Хаббарда (L. Ron Hubbard Library). Церковь духовной технологии получает свой доход в виде сбора авторских отчислений предоставляя разрешения на право копирования материалов по дианетике и саентологии саентологическим организациям официально признанными Центром религиозной технологии.
Таким образом упрощенная структура такова: Центр религиозной технологии (ЦРТ) владеет торговыми и сервисными марками и занимаясь принятием новых организаций сохраняет практики в том виде, в котором их описал Хаббард. Церковь духовной технологии (ЦДТ) является владельцем прав на произведения Хаббарда и лицензирует их использование. Международная церковь саентологии занимается управлением саентологических церквей по всему миру.
В 2021 году по решению Генеральной прокуратуры Российской Федерации Церковь духовной технологии, наряду с другой саентологической организацией — Всемирный институт сайентологических предприятий (англ. World Institute of Scientology Enterprises International; WISE), признана нежелательной на территории Российской Федерации.

## Архивирование
ЦДТ курирует проект архивирования материала, включающего в себя гравирование писаний Хаббарда на пластинах из нержавеющей стали помещённых в титановые капсулы. Капсулы складываются в специально построенных для этого подземных хранилищах расположенных по всему свету. Одно из таких хранилищ находится в США вблизи города Трементина в штате Нью-Мексико.

## Лицензирование
Таким образом основным источником доходов Церкви духовной технологии является лицензирование: вся саентологическая литература, слова, термины, саентологические символы, устройства и практики — являются субъектами авторского и патентного права и требуют особого разрешения на копирование, которое будет незаконным если разрешения не получено. Создать новое отделение Церкви саентологии тоже можно только с разрешения ЦРТ. Поскольку даже слово SCIENTOLOGY является регистрированной торговой маркой. Ниже представлен образ отчета с сайта United States Patent and Trademark Office на запрос «scientology». Аналогично зарегистрировано еще множество связанных с саентологией и дианетикой слов и терминов, как в США так и во многих странах мира.
| Серийный номер | Регистрационный номер | Словесная марка                | Текущий статус | Действует/Не действует |
| 78090076       | 2717563               | SCIENTOLOGY VOLUNTEER MINISTER | TARR           | LIVE                   |
| 78090074       | 2678135               | SCIENTOLOGY VOLUNTEER MINISTER | TARR           | LIVE                   |
| 76316157       |                       | SCIENTOLOGY WATCH              | TARR           | DEAD                   |
| 74370195       | 1839375               | SCIENTOLOGY TODAY              | TARR           | LIVE                   |
| 74258399       | 1755441               | SCIENTOLOGY                    | TARR           | DEAD                   |
| 73692844       | 1540928               | SCIENTOLOGY                    | TARR           | LIVE                   |
| 73505802       | 1342353               | SCIENTOLOGY                    | TARR           | LIVE                   |
| 73489479       | 1329474               | SCIENTOLOGY                    | TARR           | LIVE                   |
| 73459100       | 1306997               | SCIENTOLOGY                    | TARR           | LIVE                   |
| 73457481       | 1318717               | SCIENTOLOGY                    | TARR           | LIVE                   |
| 73233761       | 1174579               | SCIENTOLOGY                    | TARR           | DEAD                   |
| 72334771       | 0898018               | SCIENTOLOGY                    | TARR           | LIVE                   |